# Lin Yuwei
Lin Yuwei, född 2 maj 1999, är en friidrottare från Kina. Hon deltog vid olympiska sommarspelen 2024.